# Turnul din Pisa
Turnul din Pisa (în italiană Torre di Pisa), cunoscut și ca Turnul înclinat din Pisa, este un turn de sine stătător din Piața Miracolelor a orașului Pisa din Italia. Este cea mai faimoasă clădire înclinată din lume, și un reper al arhitecturii medievale europene.
Turnul a fost planificat ca o campanilă pentru Domul din Pisa. După doisprezece ani de la punerea pietrei de temelie, la 9 august 1173, când construcția ajunsese la etajul al treilea, din cauza proastei calități a solului, constituit din noroi argilos și nisip, turnul începea să se încline în direcția sud-est. Timp de o sută de ani construcția a fost stopată. Următoarele patru etaje au fost construite oblic, pentru a compensa partea înclinată. După aceea, construcția a trebuit să fie întreruptă din nou, până în 1372, când turnul-clopotniță a fost finalizat. Astăzi turnul se înclină cu 3,97 grade față de axa sa verticală, care este de aproximativ 4 metri. Motivul principal al acestei caracteristici este geologia specială a zonei: Pisa se află pe un teren nisipos și argilos, care are puțin sprijin pentru structuri.
Datorită importanței sale pentru industria turismului din Pisa, guvernul italian s-a implicat serios în ultima consolidare care a început în anul 1990.
În decembrie 2001 turnul a fost declarat stabil și sigur pentru 300 de ani și a fost redeschis accesului publicului.

## Arhitectura

Planul și măsurătorile Turnului înclinat din Pisa

Turnul are o înălțime de 56 de metri și o greutate de 14.453 tone. Construcția a început în august 1173.
Aceasta se deosebește de turnurile pătrate obișnuite în Italia centrală și este într-un mare contrast cu turnurile ascuțite din nordul Europei. 
Este format din 14.200 de tone de marmură albă de marmură de Carrara și are șapte clopote, dar acestora nu li s-a mai permis să sune de mult timp din cauza pericolului de prăbușire. 
Înalt de 55,86 m, cu o grosime a zidului la bază de 4,09 m și o greutate estimată la 14.500 tone, turnul a fost proiectat să stea vertical. Turnul are 296 sau 294 trepte; al șaptelea etaj are două trepte mai puține pe scările orientate spre nord. În 1990, turnul s-a aplecat la un unghi de 5,5 grade, dar în urma lucrărilor de remediere între 1993 și 2001, acesta a fost redus la 3,97 grade, reducând înălțimea cu 45 cm, la un cost de £ 200m. A pierdut încă 4 cm de înclinare în cele două decade până în 2018.

## Clopotele
În vârful turnului se găsesc cele șapte clopote ale domului. Acestea sunt acționate din precauție doar static, numai cu ciocane de impact electromagnetic intern, și anume la prânz la ora 12 și înaintea slujbelor religioase. 
| Nume         | An   | Meșter                       | Diametru | Masa (ca.) | Ton de bază | Deschiderea arcului |
| ------------ | ---- | ---------------------------- | -------- | ---------- | ----------- | ------------------- |
| Assunta      | 1654 | Ioan Petrus de Orlandis      | 1.596 mm | 2.600 kg   | si2         | nord-est, sus       |
| Crocifisso   | 1818 | Santio Gualandio da Prato    | 1.436 mm | 1.800 kg   | do diez3    | sud-est, jos        |
| San Ranieri  | 1735 | Pier Francesco Berti         | 1.247 mm | 1.150 kg   | re diez3    | sud, jos            |
| Pasquereccia | 1262 | Locterineus de Pisis         | 1.040 mm | 1.014 kg   | sol diez3   | sud-vest, jos       |
| Del Pozzo    | 2004 | Fonderia Marinelli di Agnone | 942 mm   | 490 kg     | sol3        | vest, jos           |
| Terza        | 1473 | Antonio di Jacopo            | 817 mm   | 330 kg     | si bemol3   | sud-vest, sus       |
| Vespruccio   | 1501 | anonim                       | 572 mm   | 120 kg     | mi4         | sud, sus            |

## Galerie

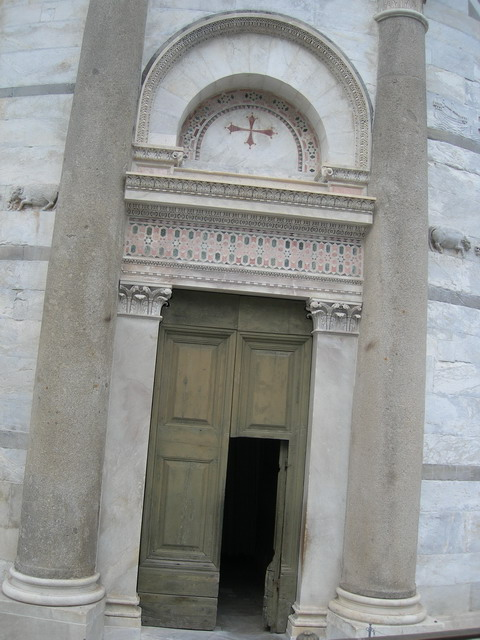
Intrarea în turn
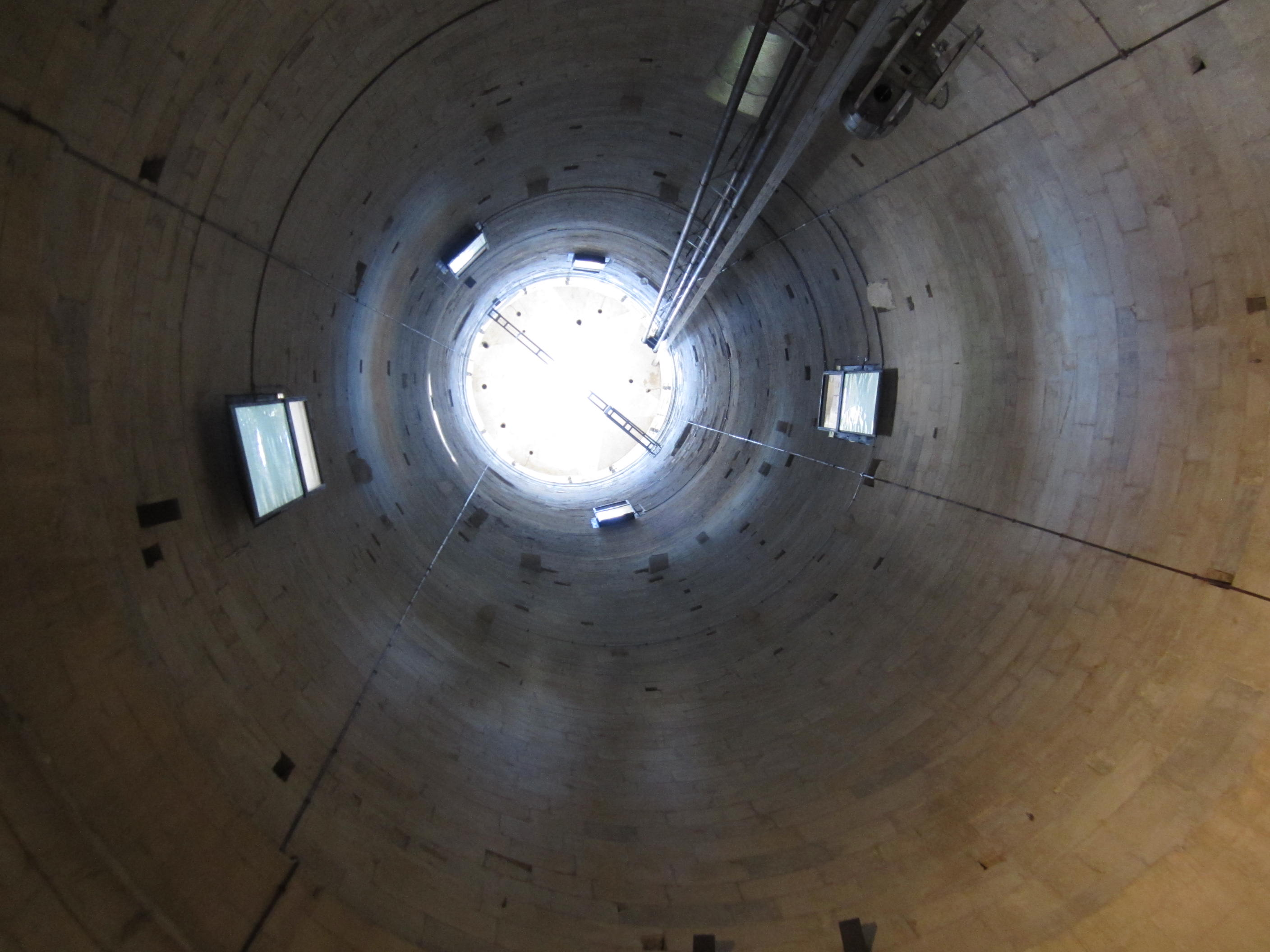
Vederea interioară a turnului
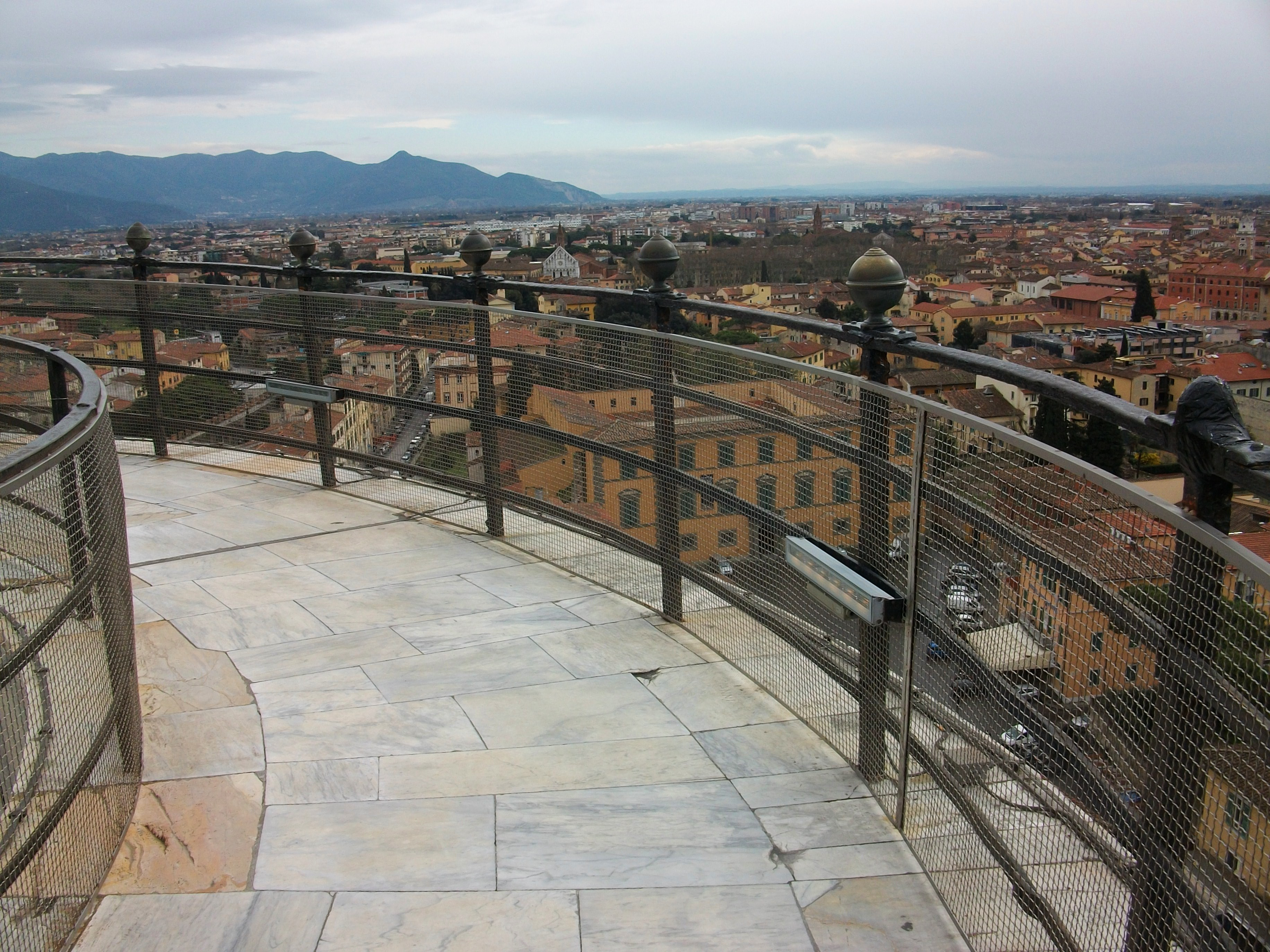
Tur la nivelul clopotelor
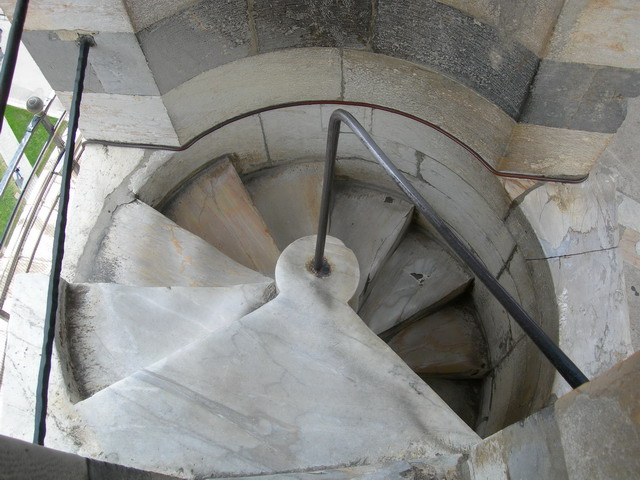
Treptele din marmură
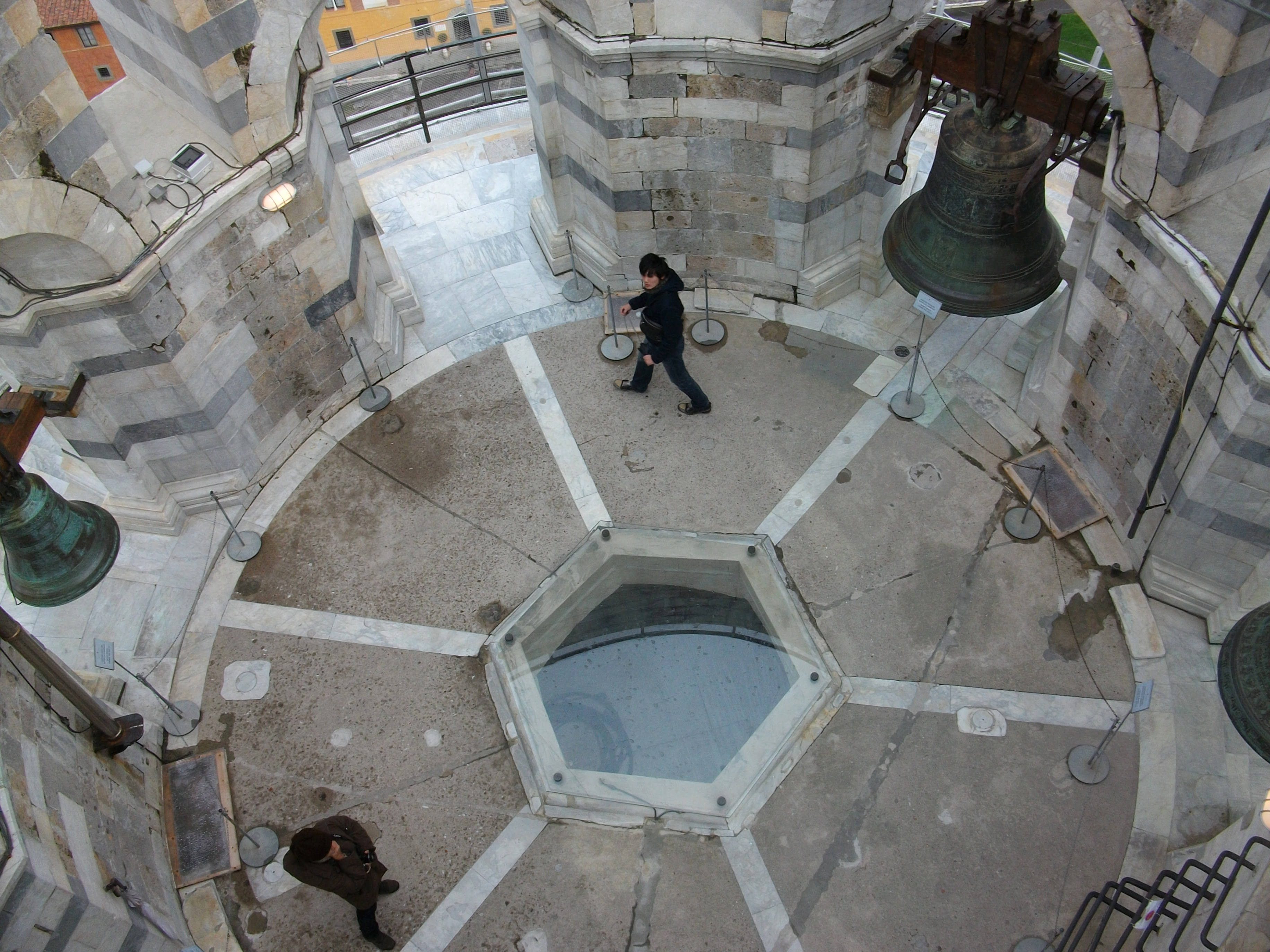
Vedere de la ultimul etaj
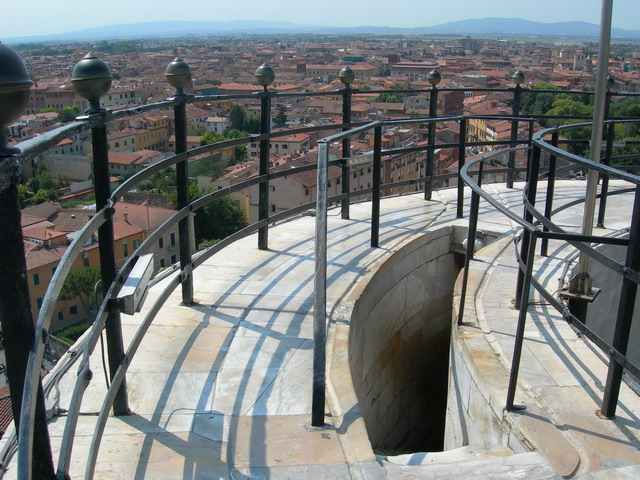
Intrarea/ieșirea din casa scării